# Giovanni Gradenigo
Giovanni Gradenigo (Velence, 1273 – Velence, 1356. augusztus 8.) a Velencei Köztársaság ötvenhatodik dózséja volt. Elődjének, Marino Faliernek kivégzése után alig négy nappal 1355 április 21-én választották meg. A város vezetése még a Falier-féle összeesküvés felszámolásával volt elfoglalva, így Gradenigót rövid, egyfordulós választás után nevezték ki. Ehhez az is hozzájárulhatott, hogy korábbi feladatainak ellátásakor mindig a Köztársaság érdekeit tartotta legfontosabbnak.

## Élete
Apai és anyai ágról is előkelő családból származott, apja Pietro Gradenigo dózse testvére, anyja Giovanni Dandolo dózse lánya volt. Első felesége a Borromeo család tagja volt, akinek halála után újranősült és az ismeretlen családból származó Felipát vette feleségül. Megválasztása előtt Capodistria, Padova és Treviso podestája volt, később prokurátori tisztséget töltött be. Komoly szerepet játszott a Falier-féle összeesküvés elfojtásában, a dózsét halálra ítélő bíróság elnöke volt. Uralkodásának kezdetén a Tízek Tanácsa negyvenegy összeesküvőt ítélt el, közülük hármat életfogytiglani, egyet egy év börtönre. Egy vádlottat száműzetésbe küldtek Kréta szigetére, öt szökésben lévő összeesküvőt távollétükben ítéltek száműzetésre. A fennmaradó harmincegy vádlottat felmentették. Ezenkívül a Portolongói vereség miatt személyesen a dózse vezetésével folytattak eljárást a velencei flotta parancsnoka, Nicolò Pisani ellen hozzá nem értés és gyávaság vádjával. 1355 június 1-jén aláírták a Genovával kötött békeszerződést, amely a vesztes Velence számára súlyos következményekkel járt. A szerződés szerint kétszázezer dukát háborús jóvátételt kellett kifizetnie Genova számára, amely akkora összeg volt, hogy város egész gazdaságát visszavetette a fejlődésben. Egy évvel később az Adriai-tenger térségében újra kiújultak az ellentétek. Nagy Lajos magyar király ismét megkísérelte elfoglalni Dalmáciát, majd a Velence elleni hadjáratában részt vett Gorizia grófja és Aquileia pátriárkája is. A helyzetet súlyosbította, hogy a ligához csatlakozott Padova ura és Ausztria hercege is. A padovai Francesco da Carrara megelégelte a Velencével szembeni alárendelt szerepet, Ausztria hercege pedig kísérleteket tett arra, hogy a Köztársaságtól elhódítsa Trieszt fontos kikötővárosát. Velencét teljesen készületlenül érte a támadás, amelynek első lépéseként a magyar seregek megostromolták Trevisót, amelyet a későbbi dózse Giovanni Dolfin vezetésével próbáltak megvédeni. Giovanni Gradenigónak már nem volt lehetősége hadsereget szervezni a támadások kivédésére, mert 1356 augusztus 8-án meghalt. A Santa Maria Gloriosa dei Frari-templom káptalantermében temették el, sírja később megsemmisült.
| Előző uralkodó: Marino Falier | Velencei dózse 1355 - 1356 | Következő uralkodó: Giovanni Dolfin |